# Bolesław Cichecki

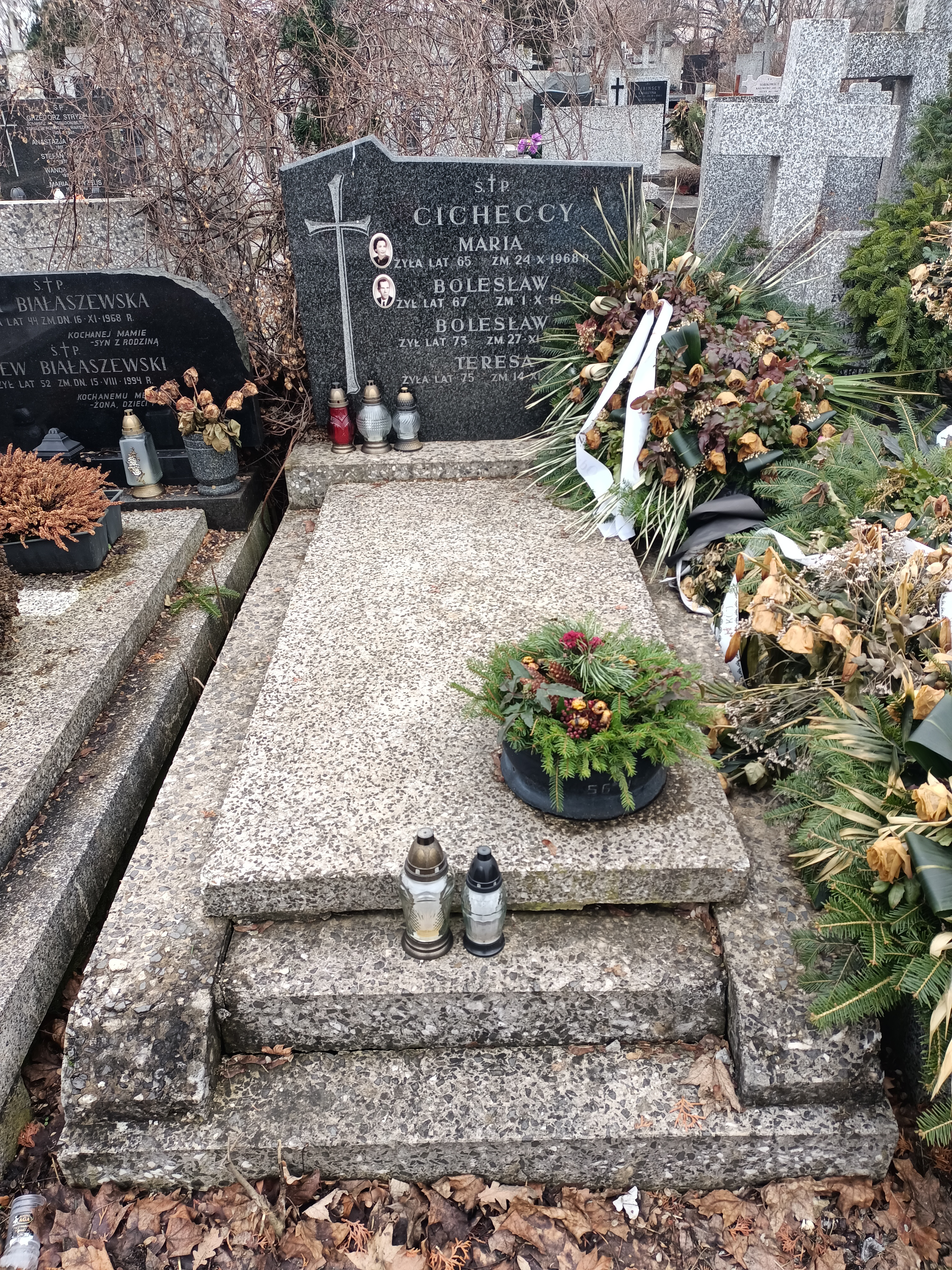
Nagrobek Bolesława Cicheckiego na Cmentarzu Bródnowskim w Warszawie

Bolesław Cichecki (ur. 23 kwietnia 1905 w Krepsztani Rosja, zm. 1 października 1972 w Warszawie) – polski piłkarz, pomocnik.
Był zawodnikiem ŁKS Łódź, WKS Toruń, warszawskiej Legii oraz Brygady Częstochowa. W reprezentacji Polski wystąpił tylko raz, w rozegranym 4 lipca 1926 spotkaniu z Estonią, które Polska wygrała 2:0.
W późniejszych latach był sędzią w niższych ligach. Jego syn także był zawodnikiem Legii.